# Owasa
Owasa és una població dels Estats Units a l'estat d'Iowa. Segons el cens del 2000 tenia 38 habitants.

## Demografia
Segons el cens del 2000, Owasa tenia 38 habitants, 17 habitatges, i 8 famílies. La densitat de població era de 26,2 habitants/km².
Dels 17 habitatges en un 35,3% hi vivien nens de menys de 18 anys, en un 47,1% hi vivien parelles casades, en un 0% dones solteres, i en un 47,1% no eren unitats familiars. En el 35,3% dels habitatges hi vivien persones soles el 23,5% de les quals corresponia a persones de 65 anys o més que vivien soles. El nombre mitjà de persones vivint en cada habitatge era de 2,24 i el nombre mitjà de persones que vivien en cada família era de 2,89.
Per edats la població es repartia de la següent manera: un 21,1% tenia menys de 18 anys, un 10,5% entre 18 i 24, un 31,6% entre 25 i 44, un 23,7% de 45 a 60 i un 13,2% 65 anys o més.
L'edat mediana era de 32 anys. Per cada 100 dones de 18 o més anys hi havia 114,3 homes.
La renda mediana per habitatge era de 35.417 $ i la renda mediana per família de 75.938 $. Els homes tenien una renda mediana de 26.250 $ mentre que les dones 22.500 $. La renda per capita de la població era de 17.047 $. Cap de les famílies i el 6,5% de la població estaven per davall del llindar de pobresa.

## Poblacions més properes
El següent diagrama mostra les poblacions més properes.